# Ripple
『ripple』（リプル）は、斉藤由貴のア・カペラ録音によるミニ・アルバム。1987年9月21日発売。発売元はキャニオン・レコード。

## 概要
ア・カペラ収録された企画アルバム。歌詞はすべて斉藤が手掛け、音楽プロデューサーとしても武部聡志と共に名を連ねた。作曲には全6曲すべて異なる作家が起用されている。
CDパッケージは3つ折特殊仕様で、ジャケット写真としてフィルム状のシートが封入。写真立てに使用できる切取紙製スタンド付で、歌詞カードはケース本体と一体型である。
先行シングルA面曲は収録されていないが、のちに「うしろの正面だあれ」が「さよなら」「あなたに会いたい」とともに3曲収録のマキシシングルとして発売された。

## 収録曲

### CD
| 全作詞: 斉藤由貴、全編曲: 武部聡志。 |                         |           |            |      |
| #                                    | タイトル                | 作詞      | 作曲       | 時間 |
| 1.                                   | 「さよなら、さよなら!」 | 斉藤由貴  | 崎谷健次郎 | 3:26 |
| 2.                                   | 「Scooter 17」          | 斉藤由貴  | 小林明子   | 3:30 |
| 3.                                   | 「ぴいひゃら」          | 斉藤由貴  | 中崎英也   | 3:03 |
| 4.                                   | 「冒険小僧」            | 斉藤由貴  | MAYUMI     | 3:37 |
| 5.                                   | 「うしろの正面だあれ」  | 斉藤由貴  | 武部聡志   | 4:07 |
| 6.                                   | 「あまのじゃく」        | 斉藤由貴  | 玉置浩二   | 4:28 |
| 合計時間:                            | 合計時間:               | 合計時間: | 22:11      |      |

## 関連作品
- Yuki's MUSEUM M-5